# Zhejiang Zhiye Zuqiu Julebu
Lo Zhejiang Zhiye Zuqiu Julebu (浙江职业足球俱乐部S, Zhèjiāng Zhíyè Zúqiú JùlèbùP), meglio conosciuto come Zhejiang Professional Football Club o più semplicemente Zhejiang Football Club e precedentemente conosciuto come Zhejiang Energy Greentown, è una società calcistica della Super League con sede ad Hangzhou, fondata nel 1998.
Disputa le proprie partite nello Yellow Dragon Stadium.

## Denominazione
- Dal 1998 al 2000: Zhejiang Lücheng Zuqiu Julebu (浙江绿城足球俱乐部S; Zhejiang Greentown Football Club)
- Dal 2001 al 2003: Zhejiang Sanhua Lücheng Zuqiu Julebu (浙江三花绿城足球俱乐部S; Zhejiang Sanhua Greentown Football Club)
- Dal 2004 al 2007: Zhejiang Babei Lücheng Zuqiu Julebu (浙江巴贝绿城足球俱乐部S; Zhejiang Babei Greentown Football Club)
- Nel 2008: Zhejiang Lücheng Zuqiu Julebu (浙江绿城足球俱乐部S; Zhejiang Greentown Football Club)
- Nel 2009: Hangzhou Lücheng Zuqiu Julebu (杭州绿城足球俱乐部S; Hangzhou Greentown Football Club)
- Dal 2010 al 2011: Hangzhou Nuobei'er Lücheng Zuqiu Julebu (杭州诺贝尔绿城足球俱乐部S; Hangzhou Nabel Greentown Football Club)
- Nel 2012: Hangzhou Jiuhao Lücheng Zuqiu Julebu (杭州九好绿城足球俱乐部S; Hangzhou 9Top Greentown Football Club)
- Nel 2013: Hangzhou Dajin Lücheng Zuqiu Julebu (杭州大金绿城足球俱乐部S; Hangzhou Daikin Greentown Football Club)
- Dal 2014 al 2017: Hangzhou Lücheng Zuqiu Julebu (杭州绿城足球俱乐部S; Hangzhou Greentown Football Club)
- Dal 2018 al 2019: Zhejiang Lücheng Zuqiu Julebu (浙江绿城足球俱乐部S; Zhejiang Greentown Football Club)
- Nel 2020: Zhejiang Nengyuan Lucheng Zuqiu Julebu (浙江省能源綠城足球俱樂部S; Zhejiang Energy Greentown Football Club)
- Dal 2021: Zhejiang Zhiye Zuqiu Julebu (浙江职业足球俱乐部S; Zhejiang Professional Football Club)

## Palmarès

### Altri piazzamenti
- Chinese Super League:

Terzo posto: 2022, 2023
- Coppa della Cina:

Finalista; 2022
Semifinalista: 2002, 2006
- China League One:

Secondo posto: 2006, 2020
Terzo posto: 2005, 2018

## Rosa 2021
Aggiornamento al 16 aprile 2025.
| N. |                           | Ruolo | Calciatore          |
| -- | ------------------------- | ----- | ------------------- |
| 1  | Cina (bandiera)           | P     | Dong Hengyi         |
| 2  | Hong Kong (bandiera)      | D     | Leung Nok Hang      |
| 3  | Cina (bandiera)           | D     | Wang Yang           |
| 4  | Cina (bandiera)           | D     | Sun Zheng'ao        |
| 5  | Cina (bandiera)           | D     | Liu Haofan          |
| 6  | Cina (bandiera)           | C     | Yao Junsheng        |
| 7  | Cina (bandiera)           | A     | Tao Qianglong       |
| 8  | Gabon (bandiera)          | C     | Alexander N'Doumbou |
| 10 | Cina (bandiera)           | C     | Li Tixiang          |
| 11 | Croazia (bandiera)        | C     | Franko Andrijašević |
| 13 | Cina (bandiera)           | A     | Haoqi Ma            |
| 14 | Cina (bandiera)           | D     | Wei Wu              |
| 16 | Cina (bandiera)           | D     | Tong Lei            |
| 17 | Costa d'Avorio (bandiera) | C     | Jean Evrard Kouassi |
| 18 | Cina (bandiera)           | C     | Ablikim Abdusalam   |
| 19 | Cina (bandiera)           | D     | Dong Yu             |
| 21 | Cina (bandiera)           | C     | Cui Ren             |
| 22 | Cina (bandiera)           | C     | Jin Cheng           |
| 23 | Cina (bandiera)           | D     | Xu Xiaolong         |

| N. |                      | Ruolo | Calciatore                                  |
| -- | -------------------- | ----- | ------------------------------------------- |
| 24 | Cina (bandiera)      | D     | Haoxiang Jin                                |
| 26 | Cina (bandiera)      | C     | Sun Haosheng                                |
| 27 | Cina (bandiera)      | C     | Xu Yike                                     |
| 28 | Cina (bandiera)      | D     | Yue Xin                                     |
| 29 | Cina (bandiera)      | C     | Jingzong Wei                                |
| 30 | Zimbabwe (bandiera)  | A     | Nyasha Mushekwi                             |
| 32 | Cina (bandiera)      | A     | Haoyi Wu                                    |
| 33 | Cina (bandiera)      | P     | Bo Zhao                                     |
| 39 | Cina (bandiera)      | D     | Jizu Xu                                     |
| 41 | Cina (bandiera)      | A     | Renzhe Shao                                 |
| 42 | Cina (bandiera)      | P     | Jiahao Kou                                  |
| 43 | Cina (bandiera)      | A     | Yuxiao Ying                                 |
| 45 | Cina (bandiera)      | C     | Pengqing Shi                                |
|    | Hong Kong (bandiera) | D     | Leung Nok-Hang                              |
|    | Cina (bandiera)      | A     | Gao Di (in prestito dallo Shanghai Shenhua) |
|    | Cina (bandiera)      | P     | Gu Chao                                     |
|    | Cina (bandiera)      | C     | Yao Junsheng                                |